# Montecristo (Colombia)
Montecristo es un municipio de Colombia, situado al sur del departamento de Bolívar. Limita por el norte con Achí y Tiquisio; por el este con Santa Rosa del Sur, Arenal y Río Viejo; por el sur con Santa Rosa del Sur y por el oeste con San Jacinto del Cauca, Bolívar.
Fue fundado en la segunda mitad del siglo XIX, perteneciendo al municipio de Achí. En 1994 finalmente fue elevado a la categoría de municipio.

## Vías de comunicación
Fluviales:  Es el medio de comunicación de mayor uso en el Municipio, dado que estamos ubicados a orillas de una quebrada, que desemboca a la ciénaga del mismo, la cual a su vez desemboca en el río Cauca. A través de este medio tenemos acceso a todos los Municipio ribereños.
Aéreas: No dispone. el aeropuerto más cercano es el Aeropuerto de Caucasia.
Terrestres:  En la actualidad, solo existe un acceso, mediante el casco urbano del municipio de Achí hacia el sur, la via es sin pavimentar.
Solo hay comunicación terrestre, vías sin pavimentar, apta para tránsito de motocicletas y carros a los corregimientos de San Mateo, El Dorado, Puerto Betania y Pueblo Lindo. Además, de las veredas de La Concepción, Rangelito y La Dorada.

## Geografía
Está enmarcado entre la Serranía de San Lucas, río Caribona, complejo cenagoso de La Raya y el río Cauca, haciéndolo rico en factores naturales pero al mismo tiempo frágil ante los fenómenos naturales. 
La cabecera municipal está al límite con la quebrada Montecristo, única vía fluvial de acceso o salida al ámbito urbano, y al rural adentro, utilizando escarpados pronunciamientos del relieve. 
Extensión total: 1.833.5 km2 km2
Extensión área urbana: 275 km2 km2
Extensión área rural: 1558.5 km2 km2
Altitud de la cabecera municipal (metros sobre el nivel del mar):  100 m s. n. m.
Temperatura media:  28 °C
Distancia de referencia:  6 horas de Cartagena de Indias

### Límites
| Noroeste: San Jacinto del Cauca    | Norte: Achí                             | Nordeste: Entre Tiquisio, Río Viejo y Arenal |
| Oeste: Entre Nechí y El Bagre      |                                         | Este: Entre Santa Rosa del Sur y Morales     |
| Suroeste: Entre El Bagre y Segovia | Sur: Entre Segovia y Santa Rosa del Sur | Sureste: Santa Rosa del Sur                  |

### Ecología
Está integrado por tres unidades que corresponden al de Montaña, con el 41,7% del territorio (Villa Uribe, San Mateo, El Dorado, El Paraíso, Pueblo Nuevo, cabecera municipal); Piedemonte, con el 29.9% y Llanura (Puerto Betania, Puerto España, Pueblo Lindo, San Agustín), con el 28.4% del total del territorio municipal. Los bosques son Primarios, con 60.000 hectáreas; Intermedios, con 62.000 htas y Secundarios con 88.440 htas. 

## División Político-Administrativa
Aparte, de su Cabecera municipal. Montecristo tiene bajo su jurisdicción los siguientes Centros poblados:
- Betania
- La Dorada
- Paraíso
- Platanal
- Pueblo Lindo
- Pueblo Nuevo - Regencia
- Puerto España
- San Agustín
- Villa Uribe

## Economía

### Sector Minero
Localizado en la unidad de relieve de Montaña, presenta las siguientes áreas mineras en Villa Uribe, Pueblo Nuevo, El Dorado, Paraíso y cabecera municipal con una población flotante de 3.800 personas aproximadamente. Entre las minas están: El Avión, corregimiento de San Mateo, con 8 frentes de explotación Toribio, corregimiento de San Mateo, con 5 frentes de explotación La Campana, cabecera municipal, con 4 frentes de trabajo La Pista, con 2 frentes de explotación, y, Caño Rico, Mocha, Fácil, en zona del Paraíso. Todos los frentes están activos y el tipo de explotación es bajo tierra. 

### Sector Agrícola
Actividad muy limitada por los factores de comunicaciones, orden público, inadecuada asistencia técnica, comercialización, dificultad de obtención de insumos y pocas tierras aptas para su desarrollo.Cerca de 1.000 personas están vinculadas a las actividades agrícolas en la jurisdicción municipal.
El método común de siembra es la quema y el 75% de la producción se comercializa hacia zonas mineras.

### Sector Ganadero
Hato ganadero referido al Bovino, mular, asnal, caprina y especies menores.
Actividades con patrón tradicional y baja productividad con poco peso en al economía local, teniendo como puntos de producción a Puerto España, Pueblo Lindo, La Dorada, Platanal, Taburetera, cabecera municipal y San Mateo.

### Sector Pesquero
Cerca de 180 persona están dedicadas a esta actividad económica que se realiza en forma tradicional y artesanal, en los cuerpos de agua de La Dorada, Puerto Betania, Puerto España, San Agustín, Taburetera, Pueblo Lindo, Platanal, ciénaga Grande de Montecristo y Caimanera, básicamente.
Lo métodos usados en las faenas son la atarraya, chinchorro, trasmallo, arpón, nasa y anzuelos.
La producción llega a las 27 toneladas mes y las especies más conocidas son bocachic o, bagre, dorada, moncholo, mojarra, yupa.
Los mercados donde se comercializa el producto son los de Guaranda, Nechí, Caucasia y Magangué.

### Sector Maderero
Por la variedad de bosques, las especies más notables corresponden al campano, caracoli, cedro, ceiba, guayacán, abarco, roble, zapatillo, ají, cagua, guásimo y hobo, entre otros.

## Estructura organizacional municipal
| Montecristo  | Montecristo | Montecristo                |
| Departamento | Código DANE | Categoría municipal (2023) |
| ------------ | ----------- | -------------------------- |
| Bolívar      | 13458       | Sexta                      |

- Personería: Es un centro del Ministerio Público de Colombia que ejerce, vigila y hace control sobre la gestión de las alcaldías y entes descentralizados; velan por la promoción y protección de los derechos humanos; vigilan el debido proceso, la conservación del medio ambiente, el patrimonio público y la prestación eficiente de los servicios públicos, garantizando a la ciudadanía la defensa de sus derechos e intereses.

- Concejo Municipal: Es la suprema autoridad política del municipio. En materia administrativa sus atribuciones son de carácter normativo. También le corresponde vigilar y hacer control político a la administración municipal. Se regulan por los reglamentos internos de la corporación en el marco de la Constitución Política Colombiana (artículo 313) y las leyes, en especial la Ley 136 de 1994 y la Ley 1551 de 2012.

Constituido por 11 concejales por un periodo de 4 años.
- Alcaldía Municipal: En esta se encuentra la administración municipal y las entidades descentralizadas del municipio.

El Alcalde se pronuncia mediante decretos y se desempeña como representante legal, judicial y extrajudicial del municipio. El actual Alcalde municipal es Luis Baldovino Caro (2024-2027), elegido por voto popular.
- JAL.